# 马克西莫夫希纳市镇
马克西莫夫希纳市镇（俄语：Максимовское муниципальное образование）是俄罗斯联邦伊尔库茨克州伊尔库茨克区所属的一个市镇。其下辖有个居民点，行政中心为马克西莫夫希纳。据2016年统计，该市镇的人口为2013人。